# 19e Golden Globe Awards
De 19e Golden Globe Awards, waarbij prijzen werden uitgereikt in verschillende categorieën voor de beste Amerikaanse films van 1961, vond plaats op 5 maart 1962 in het Hollywood Roosevelt Hotel in Los Angeles, Californië.

## Winnaars en genomineerden

### Beste dramafilm
The Guns of Navarone
- El Cid
- Fanny
- Judgment at Nuremberg
- Splendor in the Grass

### Beste komische film
A Majority of One
- Breakfast at Tiffany's
- One, Two, Three
- The Parent Trap
- Pocketful of Miracles

### Beste muzikale film
West Side Story
- Babes in Toyland
- Flower Drum Song

### Beste acteur in een dramafilm
Maximilian Schell – Judgment at Nuremberg
- Warren Beatty – Splendor in the Grass
- Maurice Chevalier – Fanny
- Paul Newman – The Hustler
- Sidney Poitier – A Raisin in the Sun

### Beste actrice in een dramafilm
Geraldine Page – Summer and Smoke
- Leslie Caron – Fanny
- Shirley MacLaine – The Children's Hour
- Claudia McNeil – A Raisin in the Sun
- Natalie Wood – Splendor in the Grass

### Beste acteur in een komische of muzikale film
Glenn Ford – Pocketful of Miracles
- Fred Astaire – The Pleasure of His Company
- Richard Beymer – West Side Story
- Bob Hope – Bachelor in Paradise
- Fred MacMurray – The Absent-Minded Professor

### Beste actrice in een komische of muzikale film
Rosalind Russell – A Majority of One
- Bette Davis – Pocketful of Miracles
- Audrey Hepburn – Breakfast at Tiffany's
- Hayley Mills – The Parent Trap
- Miyoshi Umeki – Flower Drum Song

### Beste mannelijke bijrol
George Chakiris – West Side Story
- Montgomery Clift – Judgment at Nuremberg
- Jackie Gleason – The Hustler
- Tony Randall – Lover Come Back
- George C. Scott – The Hustler

### Beste vrouwelijke bijrol
Rita Moreno – West Side Story
- Fay Bainter – The Children's Hour
- Judy Garland – Judgment at Nuremberg
- Lotte Lenya – The Roman Spring of Mrs. Stone
- Pamela Tiffin – One, Two, Three

### Beste regisseur
Stanley Kramer – Judgment at Nuremberg
- Anthony Mann – El Cid
- Jerome Robbins en Robert Wise – West Side Story
- J. Lee Thompson – The Guns of Navarone
- William Wyler – The Children's Hour

### Beste filmmuziek
Dimitri Tiomkin - The Guns of Navarone
- Elmer Bernstein - Summer and Smoke
- Harold Rome - Fanny
- Miklós Rózsa - El Cid
- Miklós Rózsa - King of Kings

### Beste filmsong
"Town Without Pity" uit Town Without Pity

### Beste buitenlandse film
Two Women (La ciociara) (Italië)
- The Good Soldier Schweik (Der brave Soldat Schwejk) (West-Duitsland)
- The Important Man (Ánimas Trujano: El hombre importante) (Mexico)

### Cecil B. DeMille Award
Judy Garland 